# Milotice nad Bečvou (železniční zastávka)
Milotice nad Bečvou jsou železniční zastávka (dříve i nákladiště), která se nachází u jihozápadního konce obce Milotice nad Bečvou v okrese Přerov. Leží v km 13,010 elektrizované dvoukolejné železniční trati Hranice na Moravě – Púchov mezi stanicemi Hranice na Moravě město a Hustopeče nad Bečvou.

## Historie
Zastávka byla dána do provozu 1. listopadu 1884, tehdy s německým označením Milotitz. Po roce 1918 byl název počeštěn na Milotice a od roku 1925 se používá pojmenování na Milotice nad Bečvou. Výjimkou byly roky 1939 až 1945, kdy se používalo dvojjazyčné označení Milotitz (Betschwa) / Milotice nad Bečvou.

## Popis zastávky

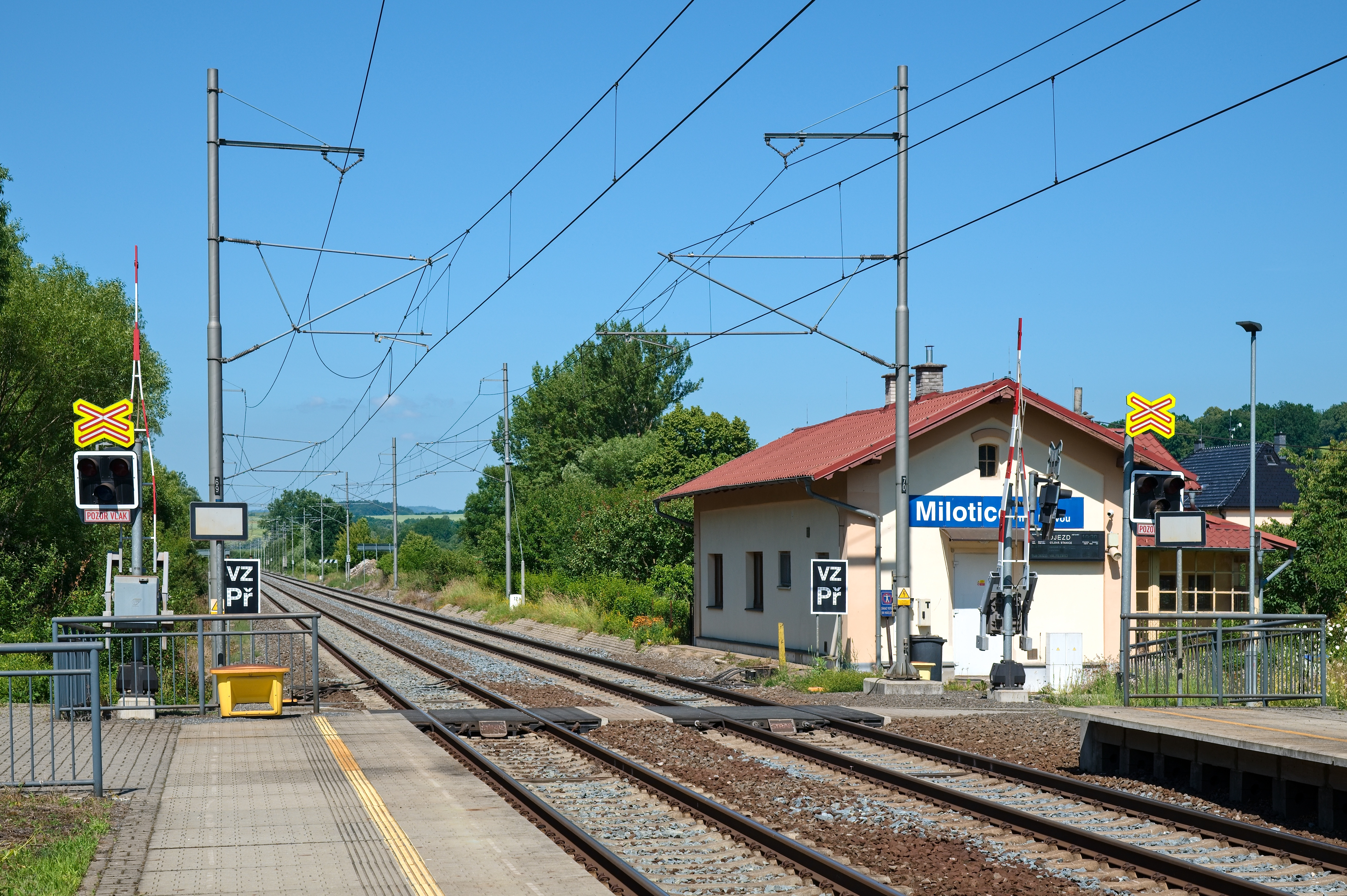
Přechod u zastávky

Zastávkou procházejí dvě traťové koleje, u kterých jsou zřízena vnější nástupiště z betonových panelů, obě o délce 140 m a s výškou nástupní hrany 550 mm nad temenem kolejnice. Koleje nákladiště byly sneseny.
Nástupiště jsou propojena úrovňovým přechodem P8457 umístěným v km 12,964. Přechod je zabezpečen přejezdovým zabezpečovacím zařízením se závorami. Cestující jsou o jízdách vlaků informováni pomocí vizuálního a akustického zařízení INISS, které obsluhuje výpravčí ve stanici Hustopeče nad Bečvou.